# Albert Pike
Albert Pike (29. prosince 1809, Boston – 2. dubna 1891, Washington, D.C.) byl americký právník, spisovatel a voják. Byl Svobodným zednářem a jediným příslušníkem armády Konfederovaných států amerických, kterému byla ve Washingtonu, D.C. postavena socha.

## Mládí
Alber Pike se narodil v Bostonu do rodiny Benjamina a Sarah Pikeových. Dětství strávil v Byfieldu a Newburyportu v Massachusetts. Jeho předkem byl osadník a newjerseyský soudce John Pike (1613 – 1688/89). Do svých patnácti let navštěvoval školy v Newburyportu a Framinghamu. V šestnácti letech složil přijímací zkoušky na Harvardovu univerzitu, avšak studium z finančních důvodů nedokončil. Začal se věnovat samostudiu a později se stal učitelem. V roce 1831 odešel na jih do Saint Louis a dále do města Independence v Missouri, kde se přidal k lovecké a obchodní výpravě, směřující do Nového Mexika. Během výpravy přišel o koně a ztratil se ostatním členům. Většinu cesty zpět ušel pěšky a své poslední peníze utratil za lístek na loď z Oklahomy do Fort Smith v Arkansasu.

## Právník anovinář
Roku 1833 se Pike usadil v Arkansasu, kde působil jako učitel a jako hostující novinář psal pro Arkansas Advocate v Little Rocku. Díky popularitě jeho článků se později stal stálým členem redakce. Po roce 1834, kdy se oženil s Mary Ann Hamiltonovou, si za část Maryina věna koupil v těchto novinách podíl a od roku 1835 byl jejich jediným majitelem. Pod vedením Alberta Pikea prosazoval Advocate politiku Strany Whigů.
V té době začal Pike studovat práva a od roku 1837 se jako právník také živil. Ve stejném roce prodal svůj podíl v novinách. Stal se prvním reportérem Arkansaského nejvyššího soudu a anonymně publikoval příručku pro právníky (The Arkansas Form Book) Mimo vědeckou práci se věnoval také svému koníčku z mládí – poezii. Ve své době jej Edgar Allan Poe považoval za talentovaného básníka, avšak v současnosti je tvorba Alberta Pikea ceněná velmi málo. Některá z jeho děl byla posmrtně vydána jeho dcerou. Roku 1859 mu Harvardova univerzita udělila titul čestného magistra umění.

## Vojenská kariéra

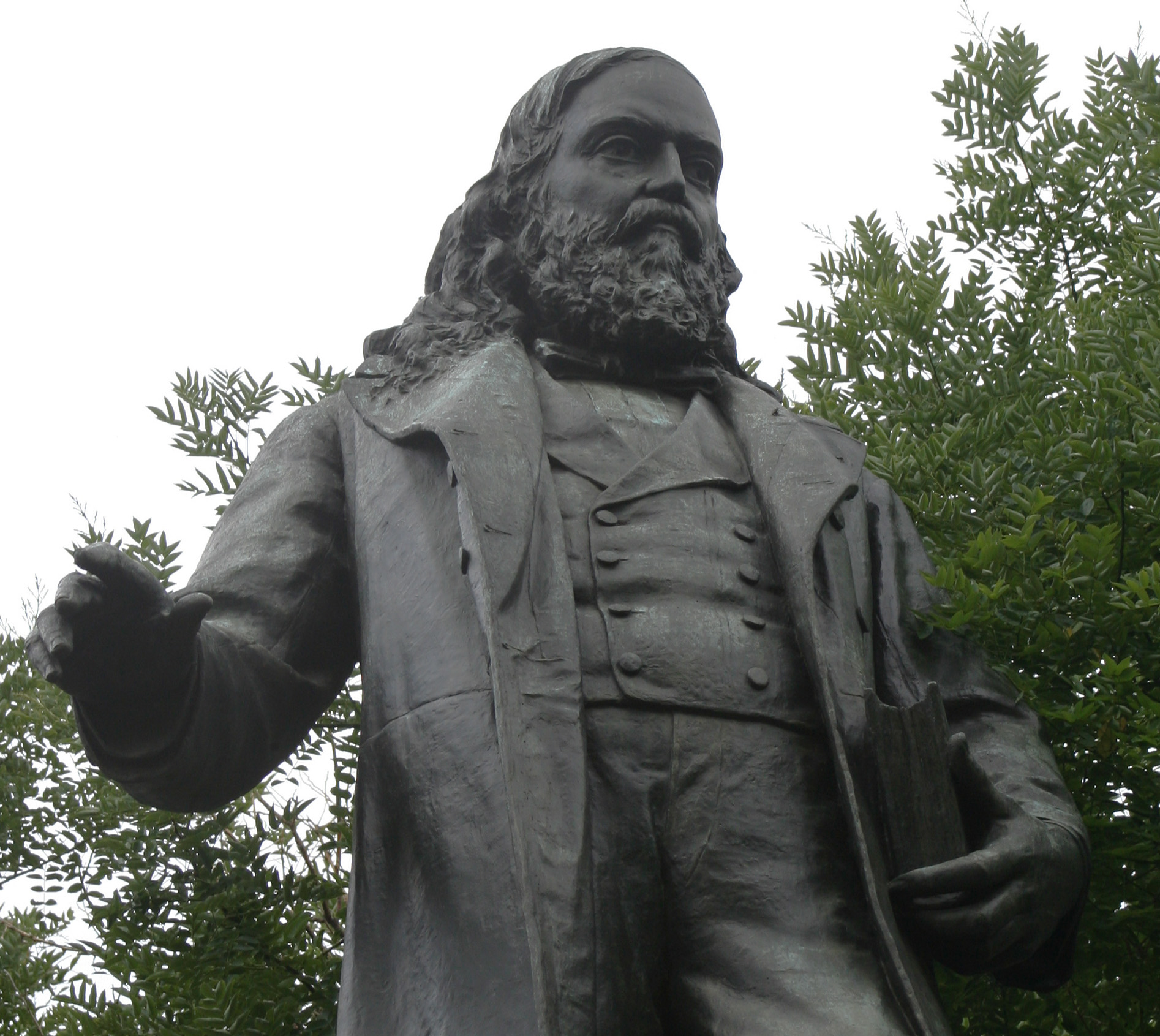
Socha Alberta Pikea na náměstí ve Washingtonu, D. C.

### Mexicko-americká válka
Na začátku Mexicko-americké války se Pike přidal k arkansaskému jezdeckému dobrovolnickému regimentu a byl pověřen velením jednotky. Se svým regimentem se později zúčastnil bitvy u Buena Visty. Albert Pike se ve svých názorech na vedení regimentu rozcházel se svým velitelem a pozdějším arkansaským guvernérem plukovníkem Johnem S. Roanem. Celá situace se vyhrotila a 29. července 1847 skončila soubojem na pistole, při kterém nebyl ani jeden z účastníků zraněn.
Po konci války odešel Pike do New Orleans, kde se věnoval právní praxi a pracoval na stavbě železnice. Roku 1857 se vrátil do Arkansasu a stal se právníkem několika indiánských kmenů.
Roku 1847 byl Pike stranou Whigů zklamán, když tato odmítla zaujmout stanovisko ohledně otrokářství. Jeho antikatolické postoje jej vedly k tomu, že se připojil k hnutí Know Nothing, v němž se ovšem také zklamal, když se odmítlo jasně vyjádřit pro podporu otrokářství. Zaujímal také postoj, že státní právo je nadřazeno právu národnímu a podporoval odtržení jihu od zbytku federace. Tyto názory popsal ve svém pamfletu z roku 1861 – Stát nebo provincie, spoutaný nebo svobodný? (State or Province, Bond or Free?).

### Občanská válka
Po vypuknutí občanské války roku 1861 se přidal na stranu Konfederace. Na americkém obchodnickém shromáždění v roce 1854 prohlásil, že by Jih měl zůstat součástí Unie a budovat rovnoprávný vztah se Severem, ale kdyby byl Jih tlačen do podřízeného postavení, bylo by mu lépe mimo Unii.
Albert Pike také navázal kontakty s místními indiánskými kmeny. Mimo jiné vyjednal vyrovnání v hodnotě 800 000 dolarů mezi Kríky a federální vládou. Tyto vztahy ovlivnily průběh jeho služby během občanské války. Hned na jejím začátku byl jmenován konfederačním velvyslancem pro původní Američany. Z této pozice poté vyjednal několik smluv. Mezi nejvýznamnější patří dohoda s náčelníkem Čerokézů Johnem Rossem, podepsaná roku 1861.
Albert Pike byl povýšen na hodnost brigádního generála a 22. listopadu 1861 mu byla svěřena správa Indiánského teritoria (zhruba území dnešních států Oklahoma, Kansas, Nebraska, Missouri, Colorado, Severní a Jižní Dakota, Montana a Wyoming). Spolu s generálem McCullochem vycvičil tři konfederační indiánské jízdní oddíly. Většina z těchto bojovníků pařila k takzvaným pěti civilizovaným kmenům, jejichž loajalita vůči Konfederaci byla sporná. Pikeovy jednotky zvítězily v bitvě u Pea Ridge, ovšem v následném protiútoku byly (kvůli nastalému zmatku) poraženy. Stejně jako v americko-mexické válce, i v americké občanské válce se Pike dostával do konfliktů se svými nadřízenými.
Po bitvě u Pea Ridge čelil obvinění z toho, že příslušníci jeho jednotek skalpovali vojáky v poli. Generálmajor Thomas Hindman Pikea také obvinil z plýtvání materiálem a penězi a požadoval jeho uvěznění. Kvůli nedostatku důkazů nebyla tato obvinění vyšetřována, Pike však přesto před hrozbou vězení uprchl do arkansaských hor a 12. července 1862 z konfederační armády odešel. Nakonec byl 3. listopadu 1862 na základě obvinění z porušení služební podřízenosti a zrady zatčen a uvězněn ve městě Warren v Texasu. 11. listopadu však byla přijata jeho rezignace a bylo mu dovoleno vrátit se do Arkansasu.

## Zednářství

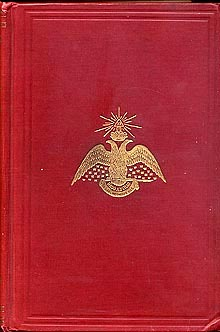
Přebal knihy Morálka a dogma (1871)

Roku 1840 vstoupil Albert Pike poprvé do Nezávislého řádu Podivných bratří, poté byl přechodně členem Zednářské lóže, kde se ve velké míře zapojoval do záležitostí organizace. V roce 1859 byl zvolen Svrchovaným nejvyšším komendérem (Sovereign Grand Commander) jižní jurisdikce Skotského ritu. V této funkci vydržel až do konce svého života. Po celou dobu věnoval velké množství času rozvoji řádových rituálů. Roku 1871 vydal filosofickou knihu Morálka a dogma starého a přijatého skotského ritu zednářského (Morals and Dogma of the Ancient and Accepted Scottish Rite of Freemasonry).
Albert Pike je do současné doby považován za vlivného a významného svobodného zednáře.

## Smrt a odkaz Alberta Pikea
Pike zemřel roku 1891 ve Washingtonu a jeho ostatky jsou uloženy na místním hřbitově Oak Hill Cemetery. Podle Pikeových pokynů mělo být jeho tělo zpopelněno, ovšem toto přání nebylo respektováno, ostatky byly pohřbeny do země. Roku 1944 byly ostatky přemístěny do budovy ústředí jižní jurisdikce Skotského ritu – zednářského chrámu House of the Temple ve Washingtonu.
V roce 1901 po přesvědčení Kongresu svobodnými zednáři, aby jim udělil potřebný pozemek, byla Albertu Pikeovi vystavěna socha na Judiciary Square, Washington, D.C. Od roku 1992 se měl Washington, D.C. snažit vymoci od Kongresu odstranění sochy, poněvadž byla vedena jako federální pomník na půdě federace. To se ale opakovaně nezdařilo. Socha pak byla stržena protestujícím davem 19. června 2020, tedy ve svátek zvaný Juneteenth. Protestující sochu následně nasprejovali barvami a zapálili.

## Poezie
Albert Pike začal psát básně již ve svém mládí a pokračoval v tom až do konce svého života. První báseň s názvem Chvalozpěvy bohů (Hymns of the Gods) vydal ve svých třiadvaceti letech. Tato práce byla později vytištěna v Edinburgh Magazine. První sbírka básní – Náčrty prózy a poezie napsané na Západě (Prose Sketches and Poems Written in the Western Country) – pochází z roku 1834. V roce 1872 vydal mnoho svých básní v jedné sbírce pod názvem Chvalozpěvy bohů a jiné básně (Hymns of the Gods and other Poems). Po jeho smrti byly tyto básně vydány ve sbírkách Básně generála Alberta Pikea (Gen. Albert Pike’s Poems, 1900) a Lyrika a písně lásky (Lyrics and Love Songs, 1916).